# Ла Ринконада
Ла Ринконада (шп. La Rinconada) град је у Шпанији у аутономној заједници Андалузија у покрајини Севиља. Према процени из 2017. у граду је живело 38 277 становника.

## Становништво
Према процени, у граду је 2017. живело 38 277 становника.
| 2017.  |
| ------ |
| 38.277 |